# 회복효과
회복 효과(recovery effect)는 배터리 사용량에서 사용 가능한 에너지가 충전된 에너지와 소비된 에너지의 차이보다 적은 현상이다. 배터리의 가장자리에서 에너지가 소비되어 배터리 주위에 고르게 충전되어 있지 않기 때문에 발생한다.
전력을 연속적으로 인출할 경우 전압은 매끄러운 곡선으로 감소하나 전류가 차단되면 회복효과에 의해 전압이 부분적으로 증가할 수 있다.
KiBaM 전지 모형으로 납 축전지의 회복효과를 설명할 수 있는데, 리튬 이온 전지에서 나타나는 효과에 대해서도 성공적으로 설명한다. 배터리에 따라서는, 항상 방전하는 대신 중간에 방전하지 않는 기간을 배치함으로써 배터리의 수명을 최대 45%연장할 수 있다. 회복효과의 크기는 배터리의 부하, 회복시간, 방전의 깊이에 따라서 달라진다.
납축전지의 화학에서는 회복효과가 보다 분명하지만, 알칼리 전지, 니켈 수소 전지, 리튬 이온 전지에서도 회복효과가 존재하는지는 여전히 의문이다. 예를 들어 알칼리 전지, 니켈 수소 전지, 리튬 이온 전지의 경우 간헐 방전 전류가 발생하면 같은 평균치의 연속 방전 전류에 비해 사용 가능 에너지 출력이 떨어진다는 것이 계통적인 실험 사례에 의해 밝혀졌다. 이는 주로 같은 평균치의 연속방전 전류에 대한 간헐방전이 높은 피크전류로 인해 발생하는 과잉전위가 증가하기 때문이다.

## 같이 보기
- 용량 페이딩